# Himmel und Hölle (1994)
Himmel und Hölle ist ein 84-minütiger deutscher Fernsehfilm aus dem Jahr 1994. Produziert wurde er von Jakob Claussen und Thomas Wöbke für den Südwestfunk. Die Regie führte Hans-Christian Schmid, der auch das Drehbuch verfasste. Der Film gewann 1995 den Findlingspreis auf dem  Filmkunstfest.

## Handlung
Nach ihrer Scheidung zieht Birgit mit ihrer elfjährigen Tochter Nina von München aufs Land. Die Mutter hat keine Anpassungsschwierigkeiten, aber Nina ist schüchtern und fühlt sich isoliert. Zu Birgits Verwunderung ändert sich Ninas Verhalten, als sie einer Pfadfindergruppe beitritt, die von ihrer Religionslehrerin Frau Singer geleitet wird. Hier erfährt Nina Anerkennung und Geborgenheit. Frau Singer gehört wie der Dorfpfarrer der innerkatholischen Sekte der „Legion der heiligen Engel“ an. Diese Sekte erzieht ihre Mitglieder zu fanatischer Frömmigkeit und bereitet sie auf den entscheidenden Kampf zwischen Dämonen und Engeln vor.
Nina wird eingeredet, ihre Mutter lebe wegen ihrer Scheidung und der Beziehung zu Frank in Sünde. Als ihr erklärt wird, ein von der Mutter geschenktes schwarzes Kätzchen diene den Dämonen als „Durchstrahler“, ertränkt sie das Tier, um ihre Mutter vor den Dämonen zu schützen. Diese verbietet Nina daraufhin, weiterhin die Gruppentreffen der Pfadfinder zu besuchen, mit der Folge, dass das Mädchen das Vertrauen in die Mutter komplett verliert.
Als Frau Singer Ninas beste Freundin Miriam nicht an einer wichtigen Weihe teilnehmen lässt, da diese wegen ihrer schwarzen Haare von Dämonen besessen sei, und Nina erklärt, dass ihre Mutter bereits von den Dämonen befallen sei, entschließt sich das Mädchen, Miriam in einem Fluss zu ertränken, damit ihre Mutter nicht für immer verloren ist. Miriam kann in letzter Sekunde gerettet werden, worauf sich Nina von der Engellehre distanziert.

## Hintergrund
Der Film beruht nach Aussage des Regisseurs auf einer wahren Begebenheit und schildert die „Machenschaften des Engelwerks“. 1992 drohten 30 Familien einer Schule bei Augsburg einen Boykott an, da ihre Kinder jedes Mal nach dem Religionsunterricht aus Angst vor Dämonen weinten und verzweifelt beteten; zuvor war ihnen ein Merkblatt verteilt worden, das die Höllenstrafen für vergessene Gebete darstellte.
Die Darstellung der Pfadfindergruppe soll auf der Katholischen Pfadfinderschaft Europas (KPE) basieren. Die diesbezügliche Authentizität des Filmes ist allerdings fraglich, da am 11. April 1996 ein strafbewehrtes Urteil des Landgerichts Stuttgart (Az. 17 O 190/96) gegen den Filmproduzenten ausgesprochen wurde und der Bezug zwischen dem Film und der KPE seither nicht mehr hergestellt werden darf. Nach Angaben der KPE hatte sich bereits 1994 die Gong Verlag GmbH außergerichtlich verpflichtet, die Hintergründe des Films nicht mehr als „authentisch“ zu bezeichnen; der Verlag habe damals eine entsprechende Berichtigung veröffentlicht. Die Diözese Augsburg hat die KPE in einer Presseerklärung offiziell in Schutz genommen und sich „nachdrücklich gegen die in verschiedenen Medien erhobenen Vorwürfe und Unterstellungen gegen (...) die jungen Menschen in der KPE“ gewandt. Trotzdem wurde die KPE infolge des Filmes massiv in der Presse angegriffen. Im Vorspann des Filmes wird darauf verwiesen, dass die Praxis der dargestellten Pfadfindergruppe nicht der Methodik der im Ring Deutscher Pfadfinderinnenverbände und im Ring deutscher Pfadfinderverbände zusammengeschlossenen Gruppen entspreche.

## Kritiken
Der Film wurde insgesamt positiv aufgenommen, die schauspielerischen Leistungen und die eindringliche Botschaft des Filmes hätten einzelne Schwächen im Handlungsaufbau überdeckt:
- „Himmel und Hölle“ hat als Film seine Schwächen. Vor allem der vorschnell harmonisierende Schluss […] kann nicht überzeugen. Wer religiös beschädigte Biografien kennt, weiß, wie mühselig die Ablösungprozesse sein können, bis sich jemand aus einer solchen „Seelenvergiftung“ befreit hat. Das kritische Potential des Films wird jedoch durch das Happy-End nicht vermindert. Sein Thema sind nicht die Wege zur Heilung einer „Seelenvergiftung“, sondern deren Genese. Die Umstände, die der Überzeugungskraft und den Einflussmöglichkeiten von Sekten Vorschub leisten können, werden eindringlich vorgeführt.[6]
- Der Film beruft sich auf den authentischen Fall einer innerkirchlichen Sekte im süddeutschen Raum; er versteht sich als Parabel auf die Verführbarkeit durch Ideologien und als Psychogramm der Verführer. Die eindringlichen Darstellerleistungen lassen über die allzu simple und schnelle Wendung zum Guten hinwegsehen und die überdenkenswerte Botschaft des Films ernst nehmen.[7]
- Was besonders im Gedächtnis haften bleibt, sind der gefährliche Ernst und die unbedingte Entschlossenheit auf den Kindergesichtern und die schleimige Durchtriebenheit der Religionslehrerin. Deren schlimmes Treiben findet die ungeteilte Zustimmung des katholischen Pfarrers. Als der Südwestfunk das Stück in München der Presse vorführte, versuchten konservative Kirchenvertreter gegen den Film Stimmung zu machen. Drohungen erhielt auch Regisseur Schmid während der Dreharbeiten für sein eindringliches konzentriertes Filmdebüt.[8]